# Squalus blainville
La quissona (Squalus blainville) es un escualiforme de la familia Squalidae, que habita en las plataformas continentales de todos los océanos, a profundidades de entre 15 y 800 m. Su longitud máxima es de 1 m.